# Torneo de las Américas 1995
Das Torneo de las Américas 1995 (englisch The 1995 Tournament of the Americas) ist die achte Auflage der Basketball-Amerikameisterschaft und fand vom 15. bis 27. August 1995 in den argentinischen Provinzhauptstädten San Miguel de Tucumán und Neuquén statt, wobei die Zwischen- und Finalrundenspiele ausschließlich an letzterem Ort ausgetragen wurden. Bei dem Turnier ging es um die Qualifikation für das Basketballturnier bei den Olympischen Spielen 1996. Im Nachhinein wurde das Turnier in die Reihenfolge der Amerikameisterschaften aufgenommen und zählte als Kontinentalmeisterschaft für nationale Auswahlmannschaften der Herren des Kontinentalverbands FIBA Amerika. Von den zehn teilnehmenden Mannschaften qualifizierten sich die drei Medaillengewinner direkt für die Olympischen Spiele. Olympia-Titelverteidiger Vereinigte Staaten war bereits als Weltmeister automatisch für die Olympischen Spiele qualifiziert und nahm nicht am Turnier teil.

## Teilnehmer
Es erfolgte eine regionale Qualifikation nach den Subzonen des Kontinentalverbands. Neben den beiden Nationalmannschaften der nordamerikanischen Subzone nahmen die vier Halbfinalisten der zentral- und südamerikanischen Meisterschaften, zu denen auch der Gastgeber Argentinien als Finalist der Basketball-Südamerikameisterschaft 1995 gehörte.

### Nordamerika
- Kanada

### Zentralamerika und Karibik
- Kuba (Sieger Centrobasket 1995)
- Dominikanische Republik (Finalist Centrobasket 1995)
- Puerto Rico (Bronzemedaille Centrobasket 1995)
- Bahamas (Fünfter Centrobasket 1995)
- Barbados (Sechster Centrobasket 1995)

### Südamerika
- Uruguay (Sieger Campeonato Sudamericano 1995)
- Argentinien (Finalist Campeonato Sudamericano 1995)
- Brasilien (Sieger Campeonato Sudamericano 1995)
- Venezuela (Halbfinalist Campeonato Sudamericano 1995)

## Modus
Beim Turnier wurde eine Vorrunde in zwei Gruppen zu je fünf Mannschaften als Rundenturnier ausgetragen. Die beiden am schlechtesten platzierten Mannschaften der Vorrunde schieden anschließend aus dem Turnier aus, während die anderen Mannschaften unter Mitnahme ihrer Vorrundenergebnisse eine Zwischenrunde als Fortführung des Rundenturniers gegen die besten vier Mannschaften der anderen Vorrundengruppe ausspielten. Das Ergebnis gegen die ausgeschiedene Mannschaft aus der Vorrunde ging mit in die Wertung ein, bei gleicher Anzahl von Siegen und Niederlagen entschied der direkte Vergleich. Die vier Halbfinalisten spielten im K.-o.-System die Medaillen und damit auch die direkten Qualifikationsplätze aus.

## Vorrunde
Die Spiele der Vorrunde fand zwischen dem 15. und 19. August 1995 statt.

### Gruppe A
| Nation                     | Sp | S | N | P+  | P-  |        | Puerto Rico | Kanada | Kuba  | Dominikanische Republik | Barbados |
| -------------------------- | -- | - | - | --- | --- | ------ | ----------- | ------ | ----- | ----------------------- | -------- |
| 1. Puerto Rico             | 4  | 4 | 0 | 361 | 326 |        | 84:73       | 105:95 | 82:75 | 90:83                   |          |
| 2. Kanada                  | 4  | 2 | 2 | 337 | 312 | 73:84  |             | 90:79  | 79:82 | 95:67                   |          |
| 3. Kuba                    | 4  | 2 | 2 | 369 | 336 | 95:105 | 79:90       |        | 99:86 | 96:55                   |          |
| 4. Dominikanische Republik | 4  | 2 | 2 | 329 | 326 | 75:82  | 82:79       | 86:99  |       | 86:66                   |          |
| 5. Barbados                | 4  | 0 | 4 | 271 | 367 | 83:90  | 67:95       | 55:96  | 66:86 |                         |          |

### Gruppe B
| Nation         | Sp | S | N | P+  | P-  |       | Brasilien | Uruguay | Argentinien | Bahamas | Venezuela 1954 |
| -------------- | -- | - | - | --- | --- | ----- | --------- | ------- | ----------- | ------- | -------------- |
| 1. Brasilien   | 4  | 3 | 1 | 354 | 320 |       | 81:84     | 83:78   | 91:78       | 99:80   |                |
| 2. Uruguay     | 4  | 3 | 1 | 343 | 313 | 84:81 |           | 75:79   | 104:78      | 80:75   |                |
| 3. Argentinien | 4  | 3 | 1 | 326 | 290 | 78:83 | 79:75     |         | 86:66       | 83:66   |                |
| 4. Bahamas     | 4  | 1 | 3 | 317 | 372 | 78:91 | 78:104    | 66:86   |             | 95:91   |                |
| 5. Venezuela   | 4  | 0 | 4 | 312 | 357 | 80:99 | 75:80     | 66:83   | 91:95       |         |                |

## Zwischenrunde
Die Spiele der Zwischenrunde, die die vier Halbfinalisten und Teilnehmer der Finalrunde ermittelten, fanden zwischen dem 21. und 24. August 1995 statt. Die mitgenommenen Ergebnisse der Vorrunde sind kursiv gekennzeichnet.
| Nation                     | Sp | S | N | P+  | P-  |        | Argentinien | Puerto Rico | Kanada | Brasilien | Kuba   | Uruguay | Dominikanische Republik | Bahamas |
| -------------------------- | -- | - | - | --- | --- | ------ | ----------- | ----------- | ------ | --------- | ------ | ------- | ----------------------- | ------- |
| 1. Argentinien             | 7  | 6 | 1 | 633 | 545 |        | 105:70      | 102:95      | 78:83  | 86:81     | 79:75  | 97:75   | 86:66                   |         |
| 2. Puerto Rico             | 7  | 6 | 1 | 658 | 609 | 70:105 |             | 84:73       | 89:83  | 105:95    | 89:83  | 82:75   | 139:95                  |         |
| 3. Kanada                  | 7  | 4 | 3 | 665 | 608 | 95:102 | 73:84       |             | 104:99 | 90:79     | 94:73  | 79:82   | 130:89                  |         |
| 4. Brasilien               | 7  | 3 | 4 | 645 | 628 | 83:78  | 83:89       | 99:104      |        | 110:95    | 81:84  | 98:100  | 91:78                   |         |
| 5. Kuba                    | 7  | 3 | 4 | 657 | 654 | 81:86  | 95:105      | 79:90       | 95:110 |           | 109:89 | 99:86   | 99:88                   |         |
| 6. Uruguay                 | 7  | 3 | 4 | 596 | 611 | 75:79  | 83:89       | 73:94       | 84:81  | 89:109    |        | 88:81   | 104:78                  |         |
| 7. Dominikanische Republik | 7  | 2 | 5 | 586 | 664 | 75:97  | 75:82       | 82:79       | 100:98 | 86:99     | 81:88  |         | 87:121                  |         |
| 8. Bahamas                 | 7  | 1 | 6 | 615 | 736 | 66:86  | 95:139      | 89:130      | 78:91  | 88:99     | 78:104 | 121:87  |                         |         |

## Finalrunde
Die Spiele der Finalrunde fanden am 26. und 27. August 1995 statt. Die Sieger der Halbfinalspiele sowie im „kleinen Finale“ um die Bronzemedaille waren direkt für die Olympischen Spiele qualifiziert.

|  | Halbfinale | Halbfinale  | Halbfinale |   |             | Finale           | Finale           | Finale           |
|  |            |             |            |   |             |                  |                  |                  |
|  | 26. August |             |            |   |             |                  |                  |                  |
|  | 1          | Argentinien | 87         |   |             |                  |                  |                  |
|  | 4          | Brasilien   | 82         |   |             | 27. August       | 27. August       | 27. August       |
|  |            |             |            | 1 | Argentinien | 86               |                  |                  |
|  | 26. August | 26. August  | 26. August |   | 2           | Puerto Rico      | 87               |                  |
|  | 2          | Puerto Rico | 98         |   |             |                  |                  |                  |
|  | 3          | Kanada      | 81         |   |             | Spiel um Platz 3 | Spiel um Platz 3 | Spiel um Platz 3 |
|  |            |             |            |   |             | 3                | Kanada           | 79               |
|  | 4          | Brasilien   | 97         |   |             |                  |                  |                  |
|  |            |             |            |   |             | 27. August       |                  |                  |